# محوطه بن درکی ۱
محوطه بن درکی ۱ مربوط به دوره عیلامیان است و در شهرستان پل‌دختر، بخش مرکزی، دهستان جایدر، ۳ کیلومتری غرب روستای چم گردله واقع شده و این اثر در تاریخ ۲۸ اسفند ۱۳۸۵ با شمارهٔ ثبت ۱۸۴۵۲ به‌عنوان یکی از آثار ملی ایران به ثبت رسیده است.